# L.A. Story
L.A. Story är en amerikansk romantisk fantasykomedifilm från 1991 i regi av Mick Jackson. I huvudrollerna ses Steve Martin, Victoria Tennant, Richard E. Grant och Marilu Henner.

## Rollista i urval
- Steve Martin - Harris K. Telemacher
- Victoria Tennant - Sara McDowel
- Richard E. Grant - Roland Mackey
- Marilu Henner - Trudi
- Sarah Jessica Parker - SanDeE*
- Susan Forristal - Ariel
- Kevin Pollak - Frank Swan
- Sam McMurray - Morris Frost
- Patrick Stewart - Mr. Perdue, maitre d' på L'Idiot
- Iman - lunchgäst

### Ej krediterade (cameos)
- Chevy Chase
- Woody Harrelson
- Paula Abdul
- Martin Lawrence
- Rick Moranis
- Terry Jones